# Киев (фототехніка)

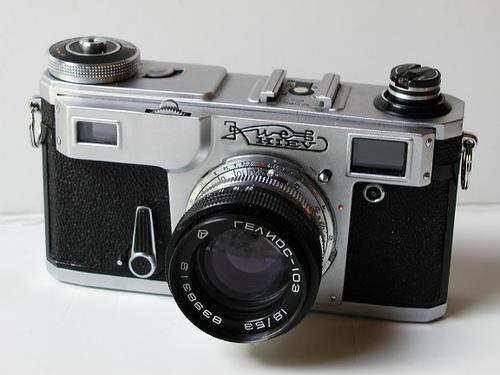
Фотокамера «Киев-4АМ»

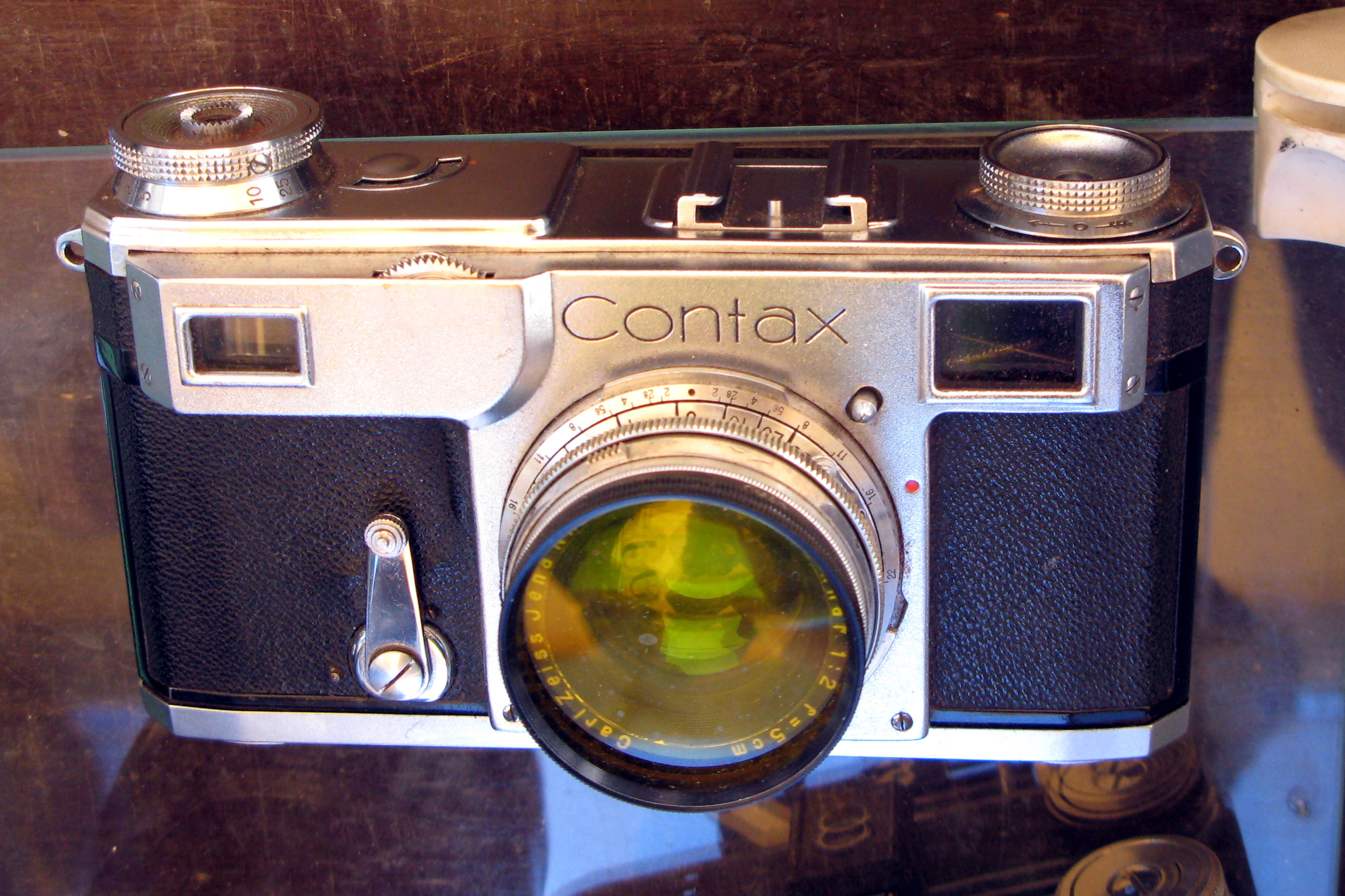
Оригінальна камера Jena Contax II 1936 року, прототип фотоапаратів «Киев»

«Киев» — торгова марка радянських та українських фотоапаратів, що виготовлялися з кінця 1940-х до 2000-х років у Києві на заводі «Арсенал».

## 35мм фотокамери

### Далекомірні камери

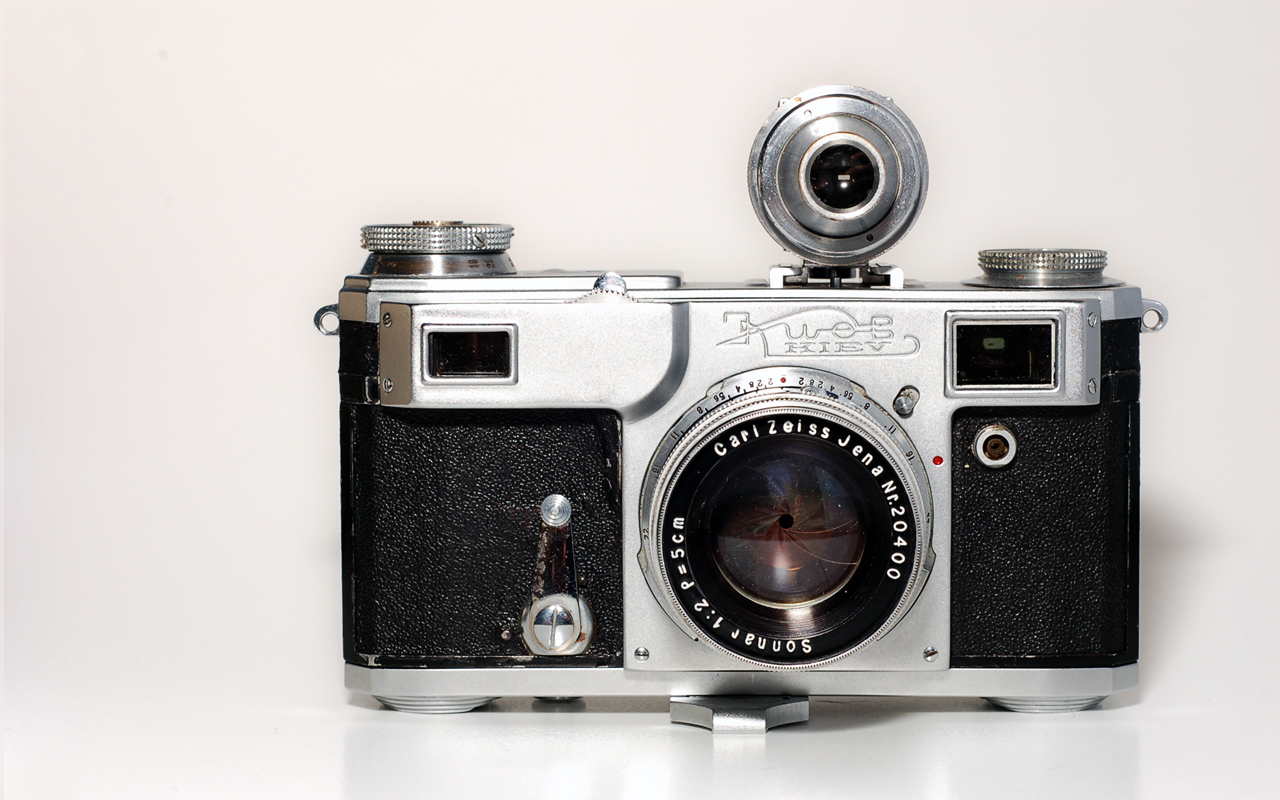
Фотокамера «Киев-2А» з об'єктивом CZJ Sonnar 2/50.

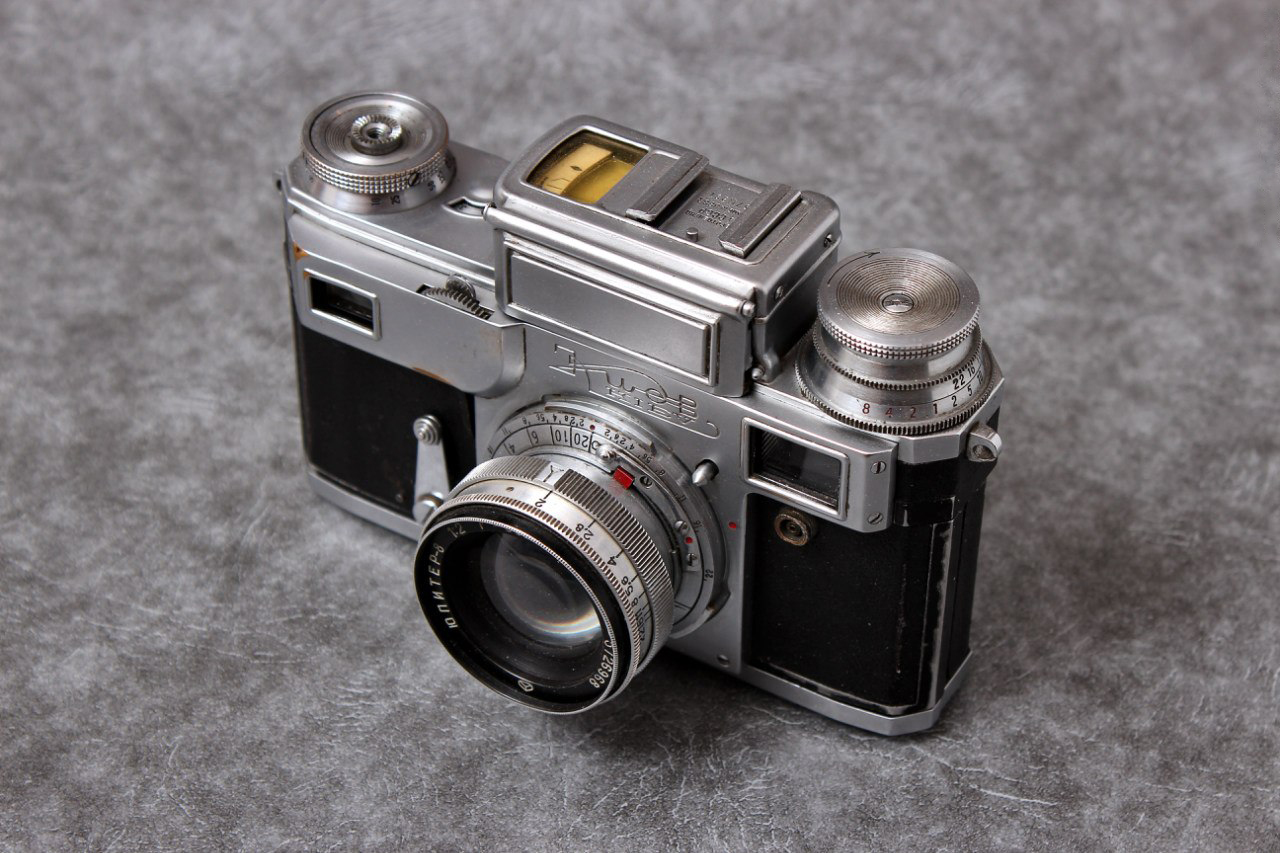
Фотокамера «Киев-3А» з об'єктивом «Юпитер-8» 2/50.

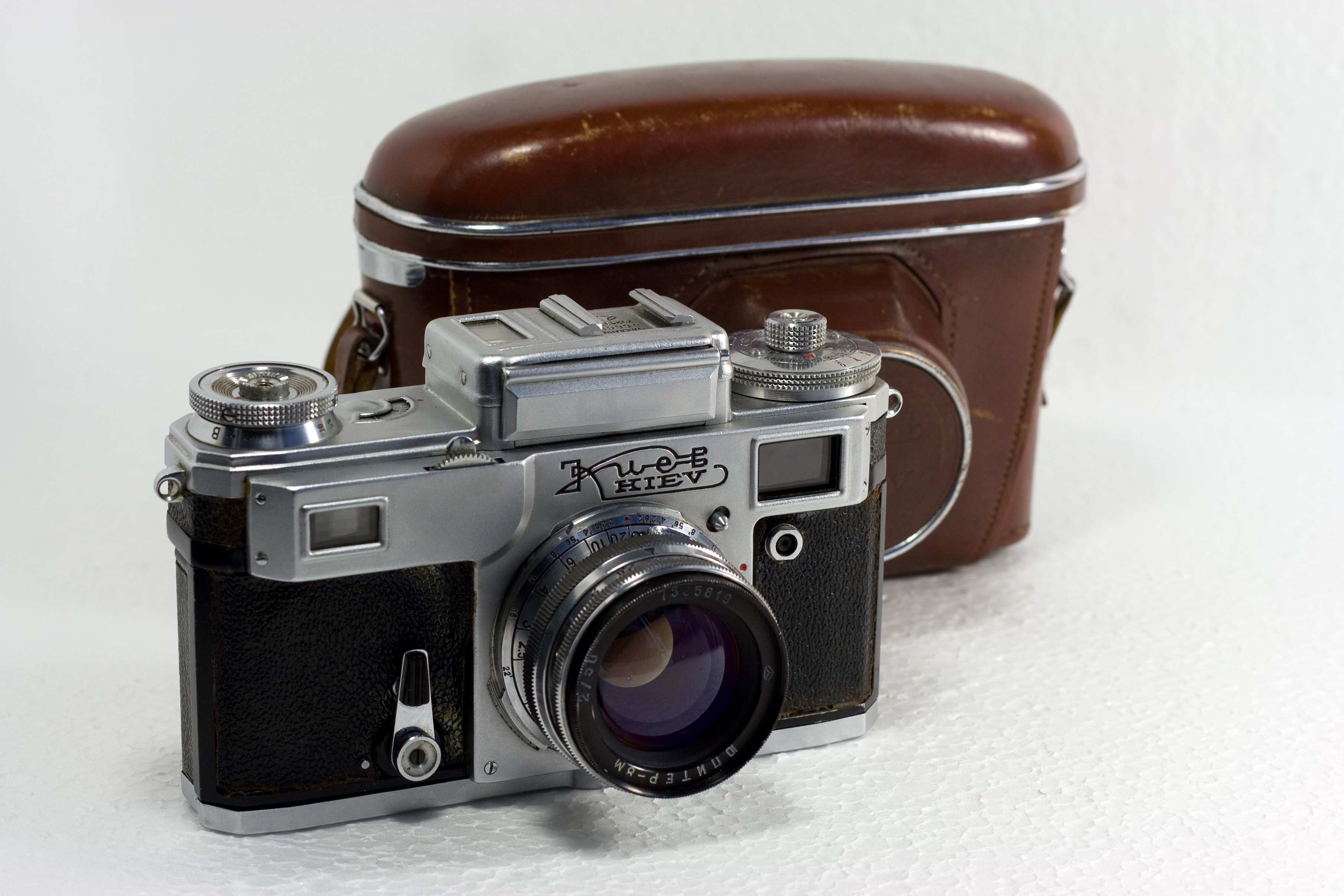
Фотокамера «Киев-4» з об'єктивом «Юпитер-8М» 2/50 та оригінальним кофром.

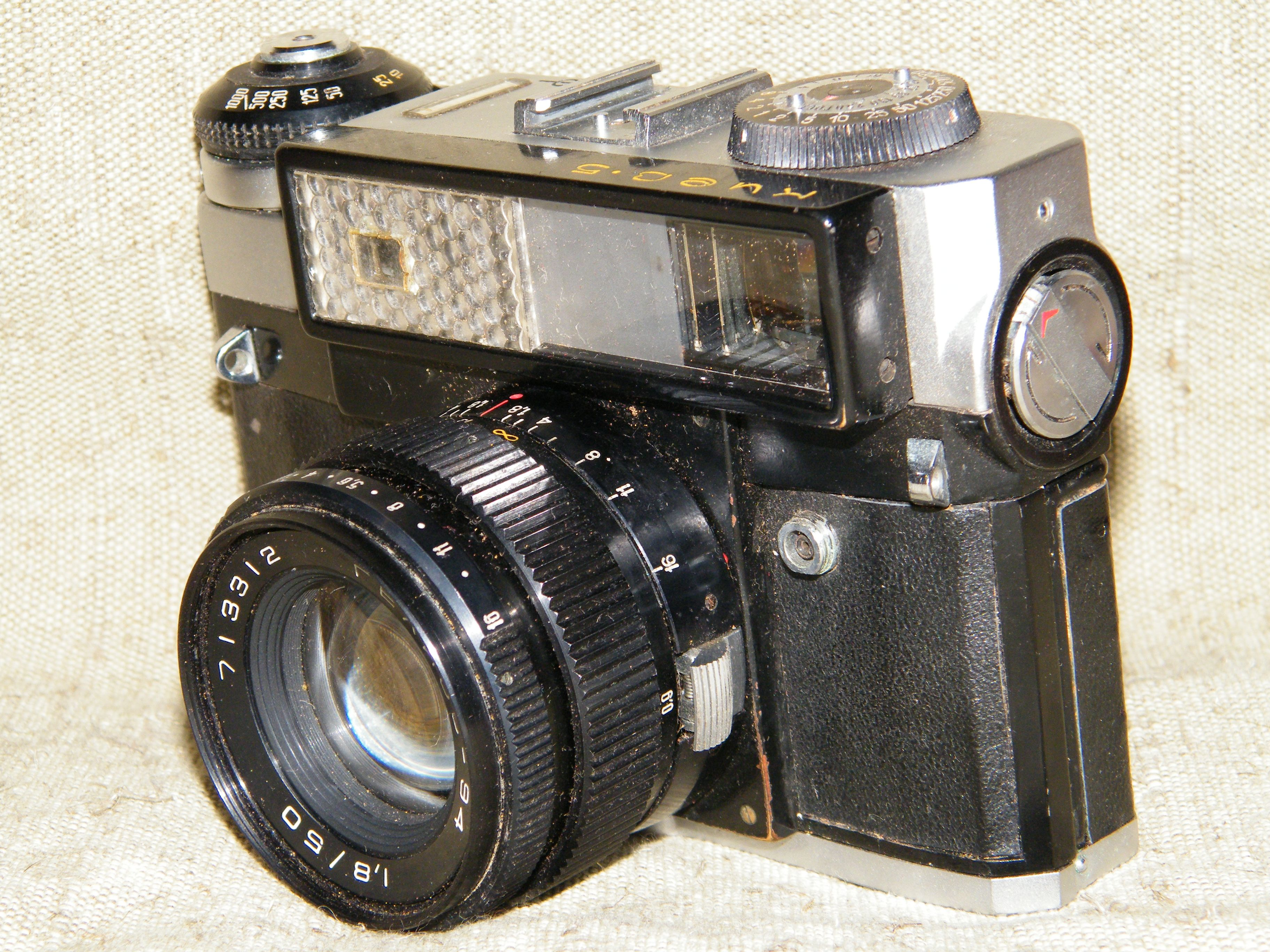
Фотокамера «Киев-5» з об'єктивом «Гелиос-94» 1,8/50.

Далекомірні фотоапарати «Киев» — перша фототехніка, яку почав виготовляти завод «Арсенал». Моделі «Киев-2» та «Киев-3» були точними копіями німецьких камер Zeiss Contax-II і Contax-III. Найперші екземпляри виготовлялися з оригінальних німецьких комплектуючих (на деяких камерах можна знайти навіть оригінальні німецькі гравірування), причому до побудови лінії виробництва на заводі «Арсенал» фотоапарати «Киев» виготовлялися на заводі Цейсса в Йені (НДР). Пізніше всю документацію та техніку вивезли до Києва за рахунок репарацій, і почалося виробництво фотокамер на «Арсеналі».
Моделі «Киев-2» і «Киев-3» відрізнялися один від одного наявністю експонометра в «Киева-3», який був першим в СРСР фотоапаратом із вбудованим експонометром. Деякі екземпляри камери «Киев-3» були виготовлені з написом українською «Київ». Крім того, в 1956 році з'явилися нові модифікації «Киев-2А» й «Киев-3А», до яких додали X-синхроконтакт для фотоспалаху. Задня стінка фотоапарата — знімна. Можна використовувати одноциліндрові або двоциліндрові касети з фотоплівкою. Камери мають фокальний затвор із гнучкими шторками «жалюзі», зібраними з вузьких металічних ланок, який рухався зверху вниз. Затвор був укомплектований автоспуском. Взвод затвора, встановлення витримки, перемотування плівки виконувалися за допомоги однієї голівки. Діапазон витримок — від 1/1250 до 1 с.
В 1957—1958 роках завод модернізував «Киев-2» та «Киев-3», замінивши їх на «Киев-4А» та «Киев-4» відповідно. В нових моделях була оновлена задня стінка, дещо змінений корпус та експонометр. Ці моделі вироблялися на заводі доволі довго: «Киев-4» — до 1979 року, «Киев-4А» — до 1980. Існують також модифікації «Киев-4М» (1976) та «Киев-4АМ» (1980), в яких доданий центральний контакт, модифікована голівка взводу затвора та перероблено механізм перемотування плівки на «рулетку». Ці модифікації виготовлялися на заводі до 1985 року.
Останнім новим далекомірним фотоапаратом був «Киев-5». За технічними даними він подібний до «Киева-4», але зовнішній вигляд камери був перероблений, зокрема верхня частина. «Киев-5» мав курковий взвод затвора, автоматичний компенсатор паралакса, рулетку для перемотування плівки. Був дещо змінений діапазон витримок: замість 1/1250 з'явилася витримка 1/1000. Камера також має модернізований експонометр.
Далекомірні камери «Киев» комплектувалися такими штатними об'єктивами: «Юпитер-8» 2/50 (всі моделі), «Гелиос-94» 1,8/50 (Киев-5), «Гелиос-103» 1,8/50 (Киев-4М, Киев-4АМ).

#### Об'єктиви для далекомірних камер
Далекомірні фотоапарати «Киев» мали свій байонет — байонет Contax-Киев (або Contax RF). Під такий байонет об'єктиви виготовляли завод «Арсенал», Казанський завод (КОМЗ), Красногорський завод (КМЗ) та Литкаринський завод (ЛЗОС).
| Модель     | Ілюстрація | Фокусна відстань | Відносний отвір | Байонет    | Кут поля зору | Тип          | Виробник           |
| ---------- | ---------- | ---------------- | --------------- | ---------- | ------------- | ------------ | ------------------ |
| Юпитер-12  |            | 35               | 2,8             | зовнішній  | 62,5°         | ширококутний | КМЗ, ЛЗОС          |
| Юпитер-8   |            | 50               | 2,0             | внутрішній | 45°           | нормальний   | Арсенал, КМЗ       |
| Гелиос-94  |            | 50               | 1,8             | внутрішній | 46°           | нормальний   | Арсенал            |
| Гелиос-103 |            | 50               | 1,8             | внутрішній | 45°           | нормальний   | Арсенал            |
| Юпитер-9   |            | 85               | 2,0             | зовнішній  | 28,8°         | телеоб'єктив | Арсенал, КМЗ, ЛЗОС |
| Юпитер-11  |            | 133              | 4,0             | зовнішній  | 18,5°         | телеоб'єктив | Арсенал, КМЗ, КОМЗ |

### Дзеркальні камериз байонетом «Автомат»

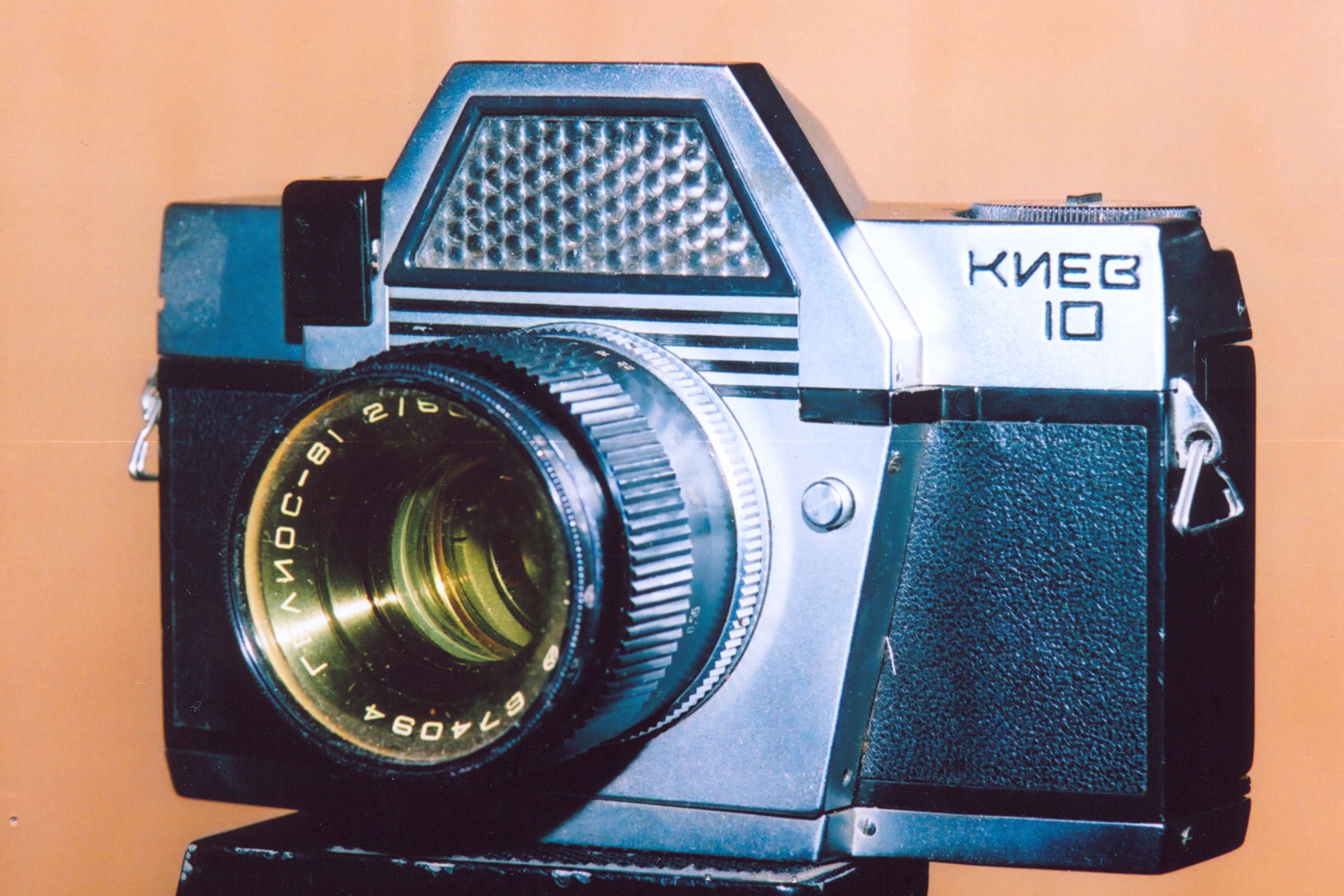
Фотокамера «Киев-10» з об'єктивом «Гелиос-81 Автомат» 2/50.

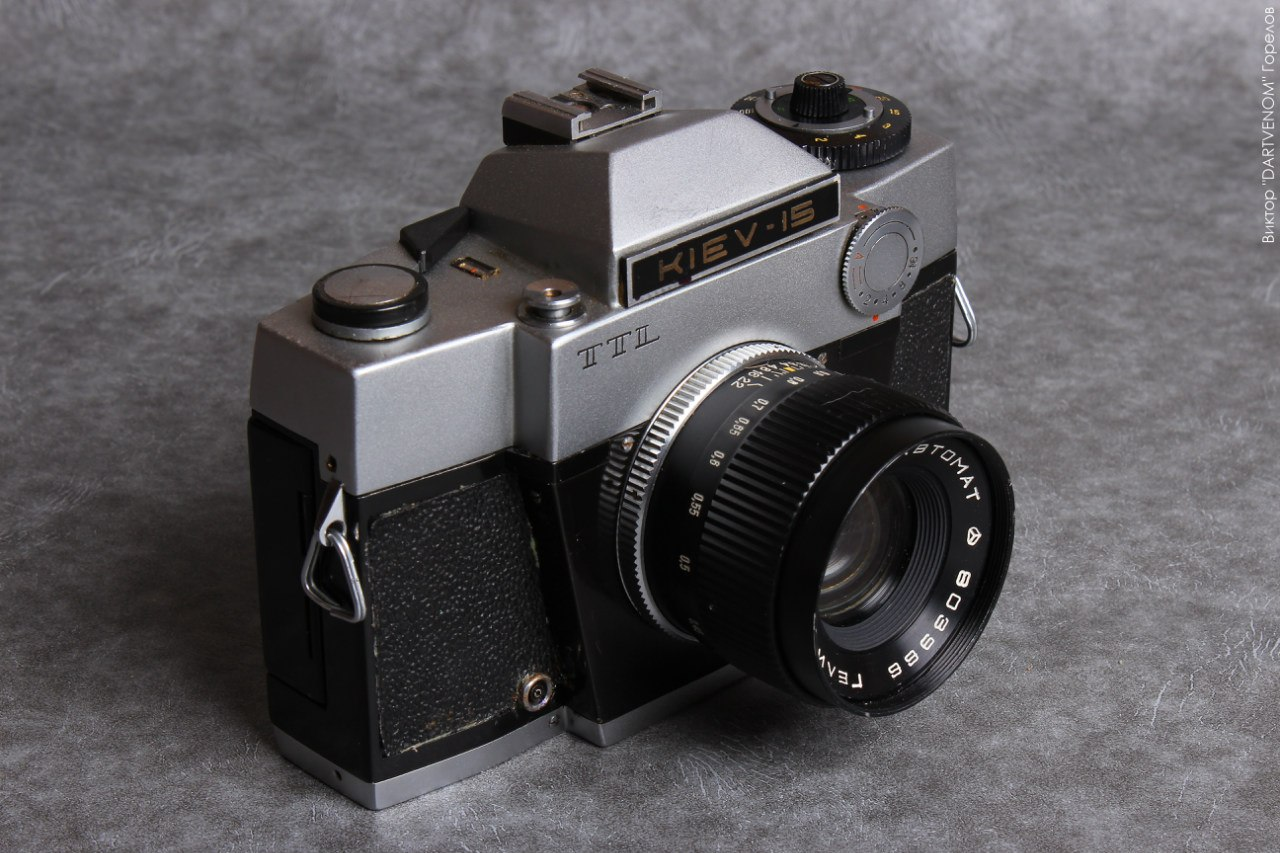
Фотокамера «Киев-15TTL» з об'єктивом «Гелиос-81 Автомат» 2/50.

Перші дзеркальні камери, що почав серійно виготовляти завод «Арсенал», мали оригінальний байонет «Автомат» власної розробки. До цієї лінійки входять такі фотокамери:
- «Киев-10» (1965—1974).
- «Киев-15Tee» (1974—1980).
- «Киев-15TTL» (1980).

«Киев-10» — перша в світі однооб'єктивна автоматична дзеркальна фотокамера, мала автомат на селеновому фотоелементі з пріоритетом витримки. Затвор був унікальним для тих часів, оскільки мав віялову конструкцію, і відпрацьовував витримки від 1/2 с до 1/1000 с. Фотокамера мала металічний корпус із відкидною кришкою на шарнірах. Окрім автоматичного режиму, можна було встановлювати експозицію й у ручному режимі; для перемикання між режимами використовувався диск, що розташовувався під кнопкою спуску, внаслідок чого об'єктиви з байонетом «Автомат» не мали кільця встановлення діафрагми. Також «Киев-10» мав дзеркало постійного візирування, автоматичний лічильник кадрів, рулетку зворотної перемотки на нижній кришці, синхроконтакт.
Наступна після «Киев-10» модель — фотоапарат «Киев-15», що існує у двох модифікаціях: «Киев-15Tee» і «Киев-15TTL». На відміну від попередньої моделі, «Киев-15» укомплектований стаціонарною пентапризмою з TTL-експонометром на основі CdS-фоторезисторів, що керує автоматикою з пріоритетом витримки. В модифікації «Киев-15TTL» експонометр має один режим роботи, у «Киев-15Tee» — два: нормальний режим та режим недостатньої освітленості. Механічний ламельний затвор має віялову конструкцію з балансиром, що мінімізує вібрації камери при спрацюванні затвора, а механізм взводу затвора з'єднаний із перемоткою плівки. Діапазон витримок, що відпрацьовує фотокамера «Киев-15» — від 1/2 с до 1/1000 с. Як і в моделі «Киев-10», експозицію можна встановлювати й у ручному режимі за допомогою диску, що розташовується на передній частині фотокамери. Також «Киев-15» має синхроконтакт Х із витримкою синхронізації 1/60 с, фокусувальний екран із мікрорастром та матованим кільцем, автоматичний лічильник кадрів. Крім оригінальних об'єктивів із кріпленням «Автомат», фотокамера «Киев-15» підтримує об'єктиви для фотокамер «Зенит» із різьбовим кріпленням М39x1 за допомогою спеціального адаптера, що міститься у комплекті.

#### Об'єктиви для дзеркальних камер з байонетом «Автомат»
Об'єктиви під байонет Автомат для дзеркальних фотоапаратів «Киев-10» та «Киев-15» виготовляв лише завод «Арсенал».
| Модель            | Ілюстрація | Фокусна відстань | Відносний отвір | Кут поля зору | Тип             |
| ----------------- | ---------- | ---------------- | --------------- | ------------- | --------------- |
| Мир-20 Автомат    |            | 20               | 3,5             | 96°           | надширококутний |
| Мир-1 Автомат     |            | 37               | 2,8             | 60°           | ширококутний    |
| Гелиос-65 Автомат |            | 52               | 2,0             | 45°           | нормальний      |
| Гелиос-81 Автомат |            | 50               | 2,0             | 45°           | нормальний      |
| Юпитер-9 Автомат  |            | 85               | 2,0             | 28° (29°)     | телеоб'єктив    |
| Юпитер-11 Автомат |            | 133              | 4,0             | 18°30'        | телеоб'єктив    |
| Рубин-2 Автомат   |            | 45 — 80          | 3,5             |               | варіооб'єктив   |

### Дзеркальні камериз байонетом Н

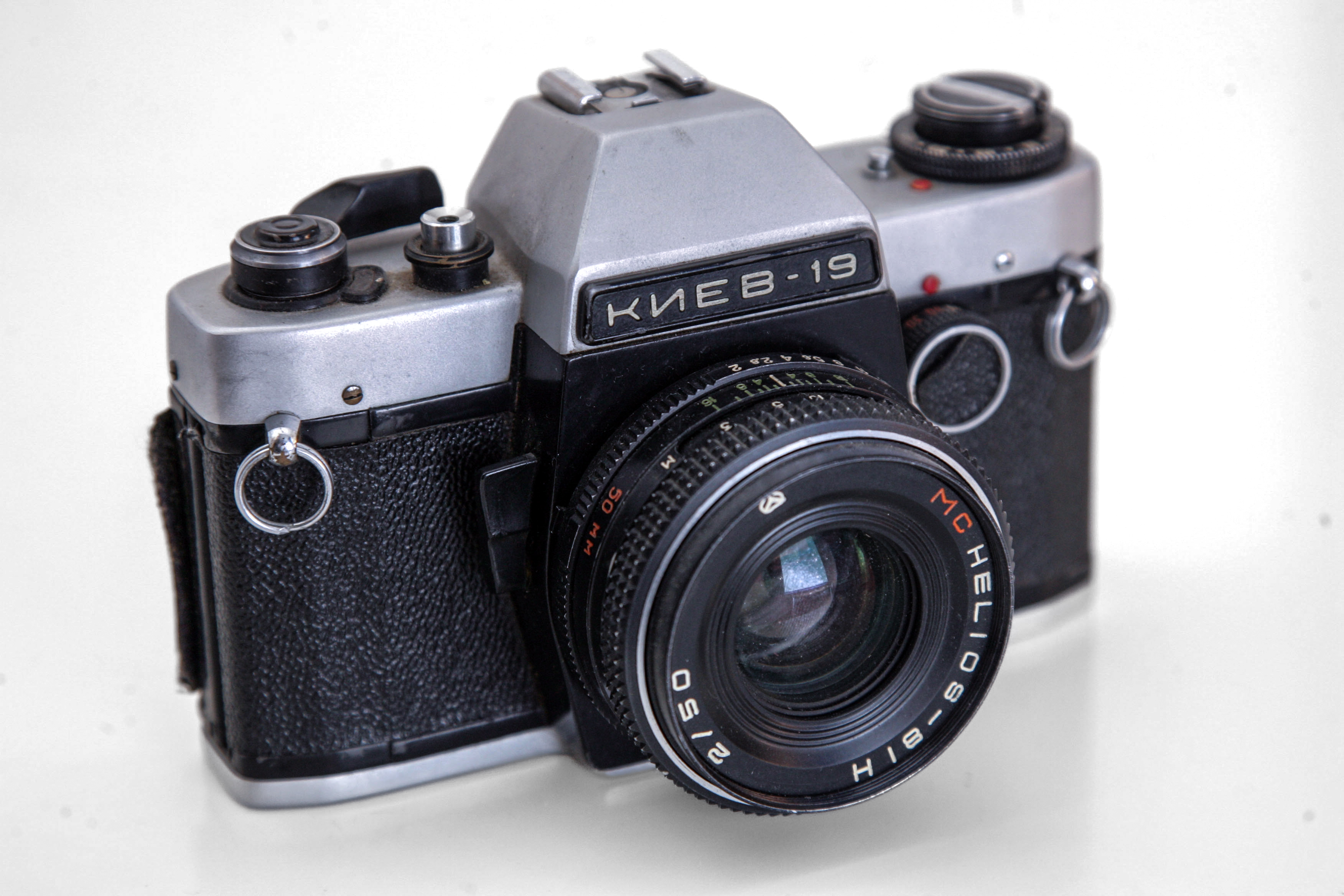
Фотокамера «Киев-19» з об'єктивом «Гелиос-81Н» 2/50.

У 1970-х роках на заводі «Арсенал» для заміни попередніх моделей була розроблена нова лінійка дзеркальних фотокамер із байонетом Н, що фактично являв собою байонет F фірми Nikon. До цієї лінійки входять такі фотокамери:
- «Киев-17» (1975—1984).
- «Киев-18» (1978—1988, серійно не випускалася).
- «Киев-19» (1985—1991).
- «Киев-19М» (1990-?).
- «Киев-20» (1983—1986).

#### Об'єктиви для дзеркальних камер з байонетом Н
Об'єктиви під байонет Н для дзеркальних фотоапаратів «Киев-17», «Киев-18», «Киев-19» та «Киев-20» виготовляли завод «Арсенал», білоруське об'єднання «БелОМО» та частково російські КМЗ та Вологодський завод (ВОМЗ).
| Модель              | Ілюстрація | Фокусна відстань | Відносний отвір | Кут поля зору | Тип                                    | Виробник |
| ------------------- | ---------- | ---------------- | --------------- | ------------- | -------------------------------------- | -------- |
| МС Пеленг 3,5/8А    |            | 8                | 3,5             | 180°          | надширококутний                        | БелОМО   |
| МС Зенитар-Н 2,8/16 |            | 16               | 2,8             | 180°          | надширококутний                        | КМЗ      |
| МС Пеленг А         |            | 17               | 2,8             | 180°          | надширококутний                        | БелОМО   |
| МС Мир-47Н          |            | 20               | 2,5             | 96°           | ширококутний                           | ВОМЗ     |
| МС Мир-73Н          |            | 20               | 2,8             | 96°           | ширококутний                           | Арсенал  |
| МС Мир-20Н          |            | 20               | 3,5             | 96°           | ширококутний                           | Арсенал  |
| МС Мир-24Н          |            | 35               | 2,0             | 66°           | ширококутний                           | Арсенал  |
| ПКС МС Мир-67       |            | 35               | 2,8             | 64/84°        | ширококутний із зміщенням оптичної осі | Арсенал  |
| МС Волна-8Н         |            | 50               | 1,2             | 45°           | нормальний                             | Арсенал  |
| МС Гелиос-81Н       |            | 50               | 2,0             | 45°           | нормальний                             | Арсенал  |
| МС Калейнар-5Н      |            | 100              | 2,8             | 24,5°         | телеоб'єктив                           | Арсенал  |
| Телеар-Н            |            | 200              | 3,5             | 12°           | телеоб'єктив                           | Арсенал  |
| МС Гранит-11Н       |            | 80 — 200         | 4,5             | 12° — 30°     | варіооб'єктив                          | Арсенал  |
| МС Янтарь-14Н Макро |            | 28 — 82 (85)     | 2,8 — 4         | 29° — 75°     | варіооб'єктив                          | Арсенал  |
| МС Янтарь-20Н       |            | 35 — 200         | 3,5 — 4,5       | 12° — 63,5°   | варіооб'єктив                          | Арсенал  |
| МС Яшма-4Н          |            | 30               | 2,8             | 8°            | телеоб'єктив                           | Арсенал  |

### Шкальні камери

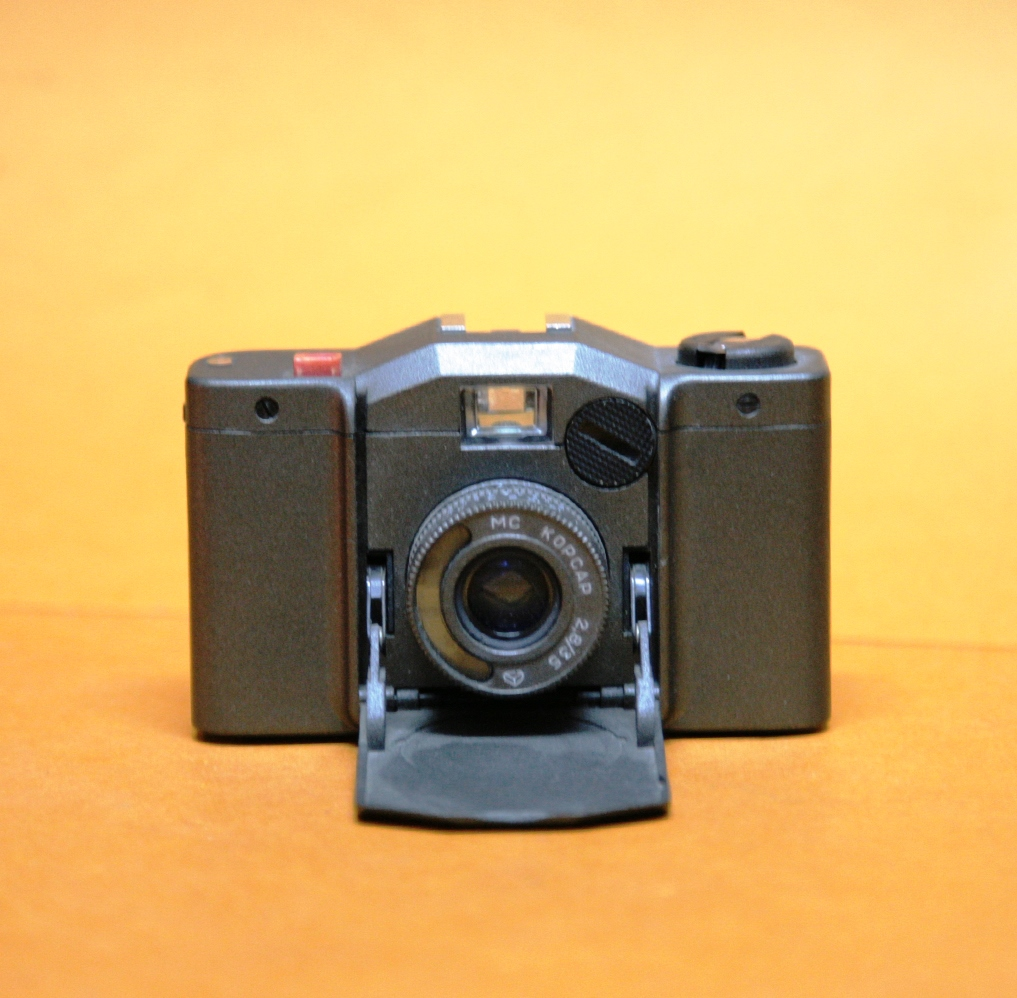
Фотокамера «Киев-35А» з об'єктивом МС Корсар 2,8/35.

У 1980-х роках завод «Арсенал» почав виробляти шкальну фотокамеру «Киев-35», прототипом якої є німецький фотоапарат Minox 35. Камера «Киев-35» існувала у двох модифікаціях:
- «Киев-35А» (1984–?).
- «Киев-35АМ» (1991–?).

## Середньоформатні камери

### Класичні середньоформатні камери

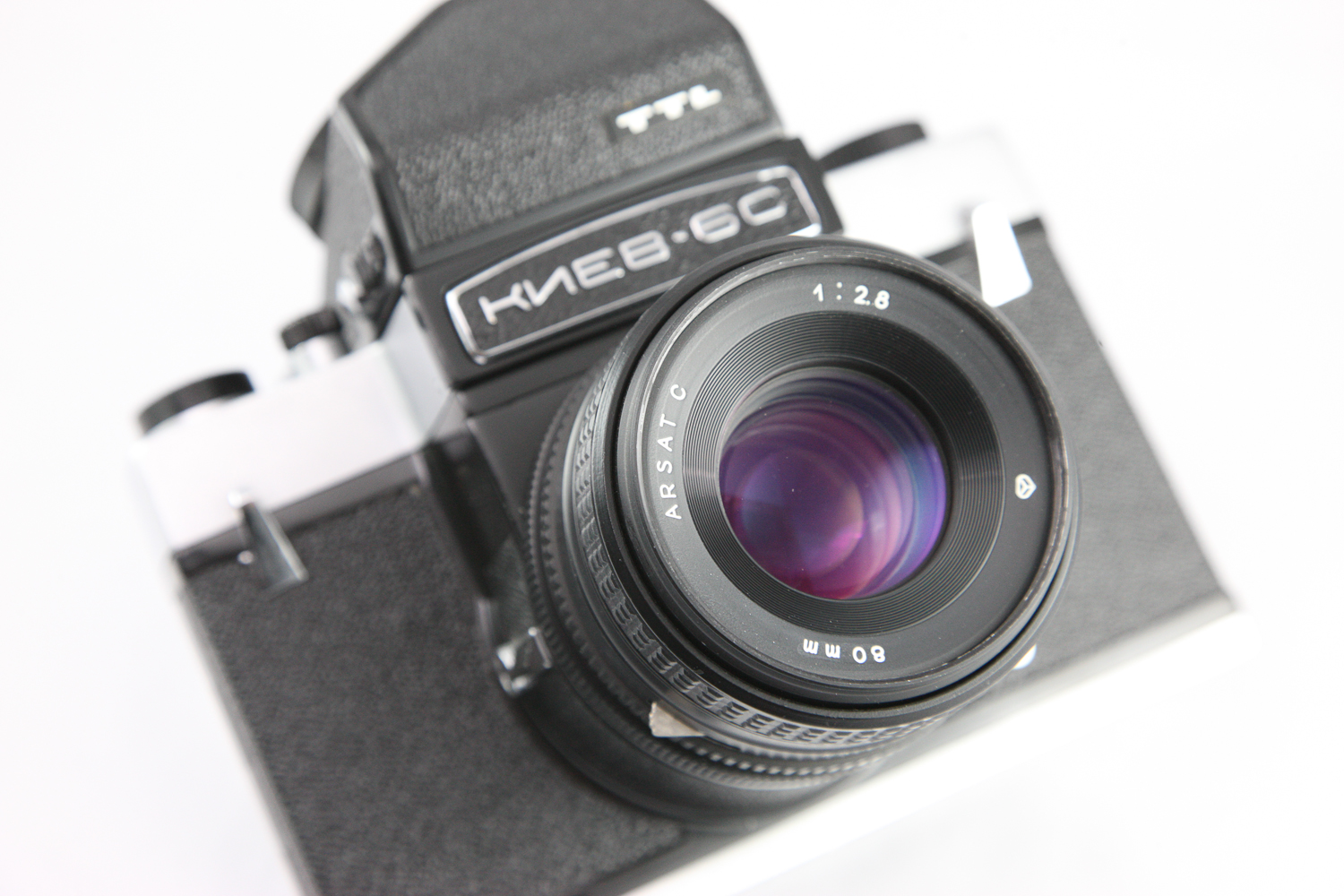
Фотокамера «Киев-6С TTL» з об'єктивом Arsat C 2,8/80.

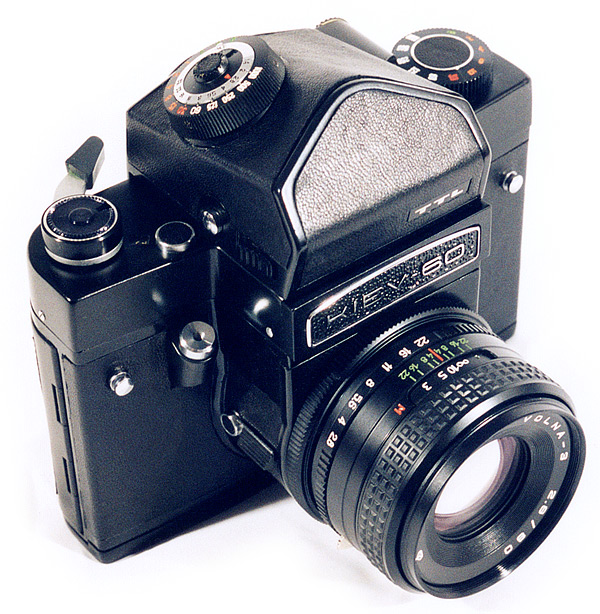
Фотокамера «Киев-60» з об'єктивом МС Волна-3 2,8/80.

- «Киев-6С» (1971—1980)
- «Киев-6С TTL» (1978—1986)
- «Киев-60» (1984-?)

### Модульні середньоформатні камери

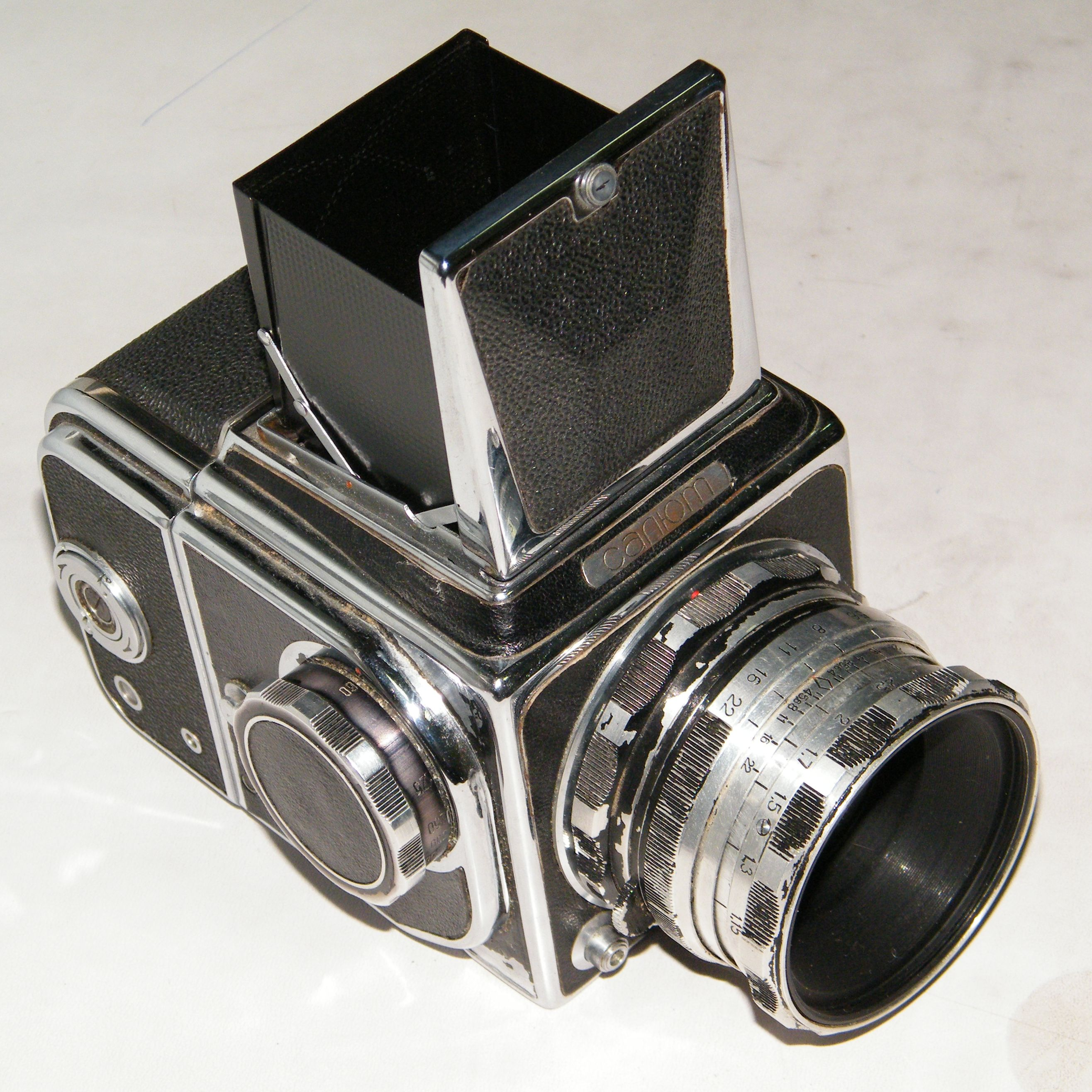
Фотокамера «Салют» з об'єктивом «Индустар-29» 2,8/80.

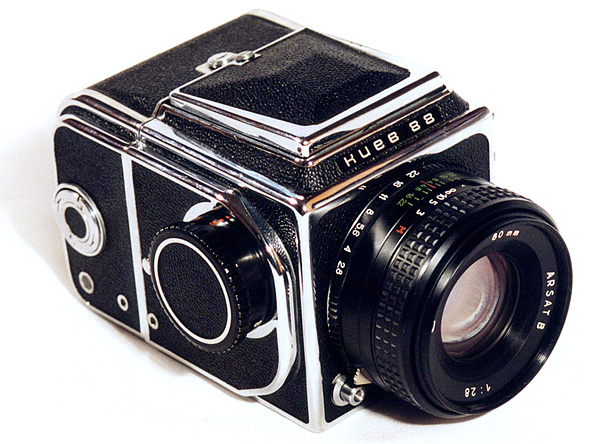
Фотокамера «Киев-88» з об'єктивом Arsat B 2,8/80.

- «Салют» (1957—1972)
- «Салют-C» (1972—1980)
- «Киев-88» (1979-?)
- «Киев-88СМ» (?)
- «Киев-90» (1983—1985, 1987—1990[4])

#### Об'єктиви для середньоформатних камер з байонетами Б та В
Об'єктиви під байонет В для фотоапаратів «Салют» та «Киев-88» виготовляв лише завод «Арсенал» і частково російський ДОІ. Своєю чергою, об'єктиви під байонет Б, що був розроблений у 1950-х роках фірмою Carl Zeiss Jena, виготовлялися фірмами Pentacon та Carl Zeiss Jena у НДР, Schneider Kreuznach, Kilfitt, Novoflex та Astro у ФРН, Zoomar у США і на заводі «Арсенал» та уманському заводі «Вега», а також частково у ДОІ. До недавнього часу об'єктиви під байонет Б виготовляли українські фірми Arax та Hartblei.
| Модель                       | Ілюстрація | Фокусна відстань | Відносний отвір | Байонет | Кут поля зору | Тип                              | Виробник        |
| ---------------------------- | ---------- | ---------------- | --------------- | ------- | ------------- | -------------------------------- | --------------- |
| Зодиак-8                     |            | 30               | 3,5             | Б, В    | 180°          | надширококутний                  | Арсенал         |
| Мир-26                       |            | 45               | 3,5             | Б, В    | 83°           | ширококутний                     | Арсенал, Вега   |
| CZJ Flektogon 4/50           |            | 50               | 4,0             | Б       | 78°           | ширококутний                     | Carl Zeiss Jena |
| CZJ Flektogon 2,8/65         |            | 65               | 2,8             | Б       | 64°           | ширококутний                     | Carl Zeiss Jena |
| Мир-3                        |            | 65               | 3,5             | Б, В    | 66°           | ширококутний                     | Арсенал         |
| Мир-38                       |            | 65               | 3,5             | Б, В    | 66°           | ширококутний                     | Арсенал, Вега   |
| CZJ Tessar 2,8/80            |            | 80               | 2,8             | Б       |               | нормальний                       | Carl Zeiss Jena |
| Индустар-29                  |            | 80               | 2,8             | В       | 44°           | нормальний                       | Арсенал, ДОІ    |
| МС Волна-3                   |            | 80               | 2,8             | Б, В    | 44°           | нормальний                       | Арсенал         |
| CZJ Biometar 2,8/80          |            | 80               | 2,8             | Б       | 54°           | нормальний                       | Carl Zeiss Jena |
| Вега-12                      |            | 90               | 2,8             | Б, В    | 47°           | нормальний                       | Арсенал         |
| МС Вега-28                   |            | 120              | 2,8             | Б, В    | 31°           | телеоб'єктив                     | Арсенал, Вега   |
| CZJ Biometar 2,8/120         |            | 120              | 2,8             | Б       | 41°           | телеоб'єктив                     | Carl Zeiss Jena |
| Калейнар-3                   |            | 150              | 2,8             | Б, В    | 28°           | телеоб'єктив                     | Арсенал, Вега   |
| CZJ Sonnar 2,8/180           |            | 180              | 2,8             | Б       | 24,5°         | телеоб'єктив                     | Carl Zeiss Jena |
| Юпитер-36                    |            | 250              | 3,5             | Б, В    | 19°           | телеоб'єктив                     | Арсенал, Вега   |
| МС Телеар-5                  |            | 250              | 5,6             | Б, В    | 18°           | телеоб'єктив                     | Арсенал         |
| CZJ Sonnar 4/300             |            | 300              | 4,0             | Б       | 15,5°         | телеоб'єктив                     | Carl Zeiss Jena |
| Таир-33                      |            | 300              | 4,5             | Б, В    | 15°           | телеоб'єктив                     | Арсенал         |
| ЗМ-3                         |            | 600              | 8,0             | Б, В    | 7,5°          | дзеркально-лінзовий телеоб'єктив | Арсенал, ДОІ    |
| CZJ Spiegelobjektiv 5,6/1000 |            | 1000             | 5,6             | Б       | 5°            | дзеркально-лінзовий телеоб'єктив | Carl Zeiss Jena |

## Напівформатні камери

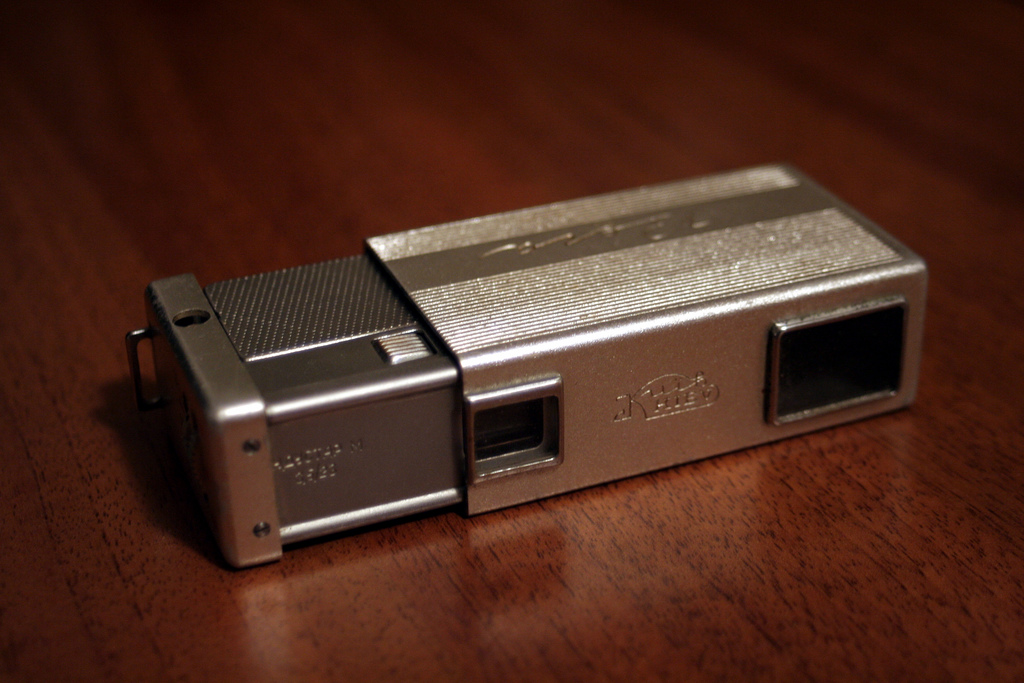
Фотокамера «Київ-Вега» з об'єктивом «Індустар-М» 3,5/28.

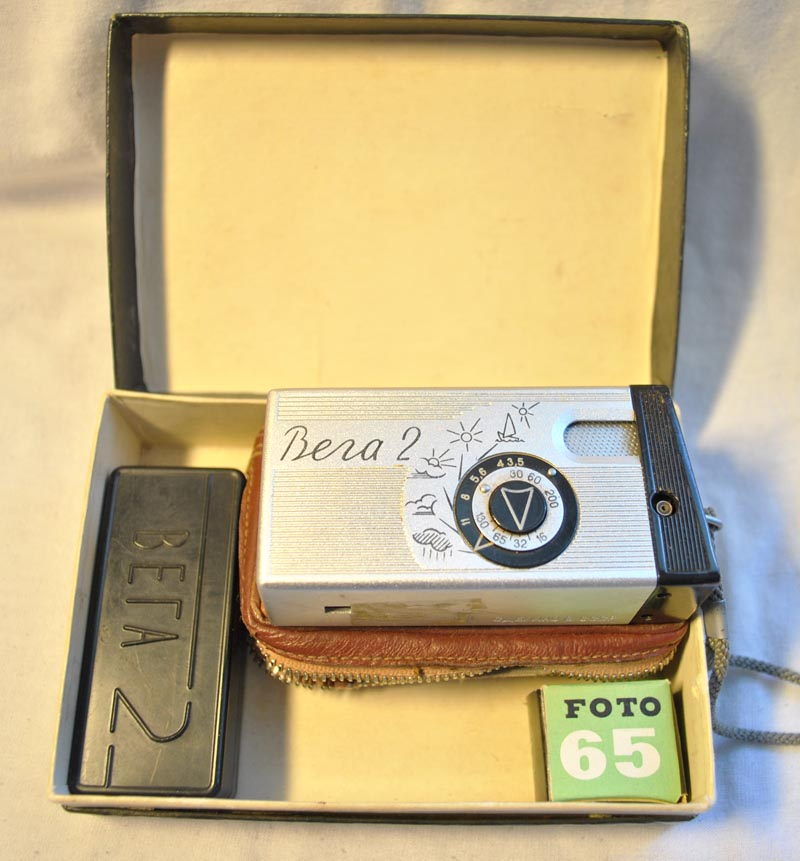
Фотокамера «Вега-2».

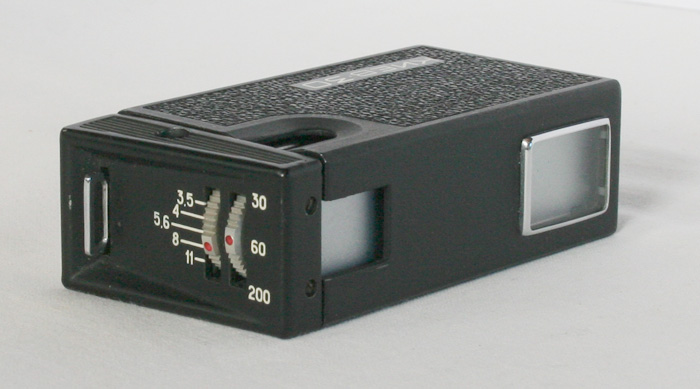
Фотокамера «Киев-30»

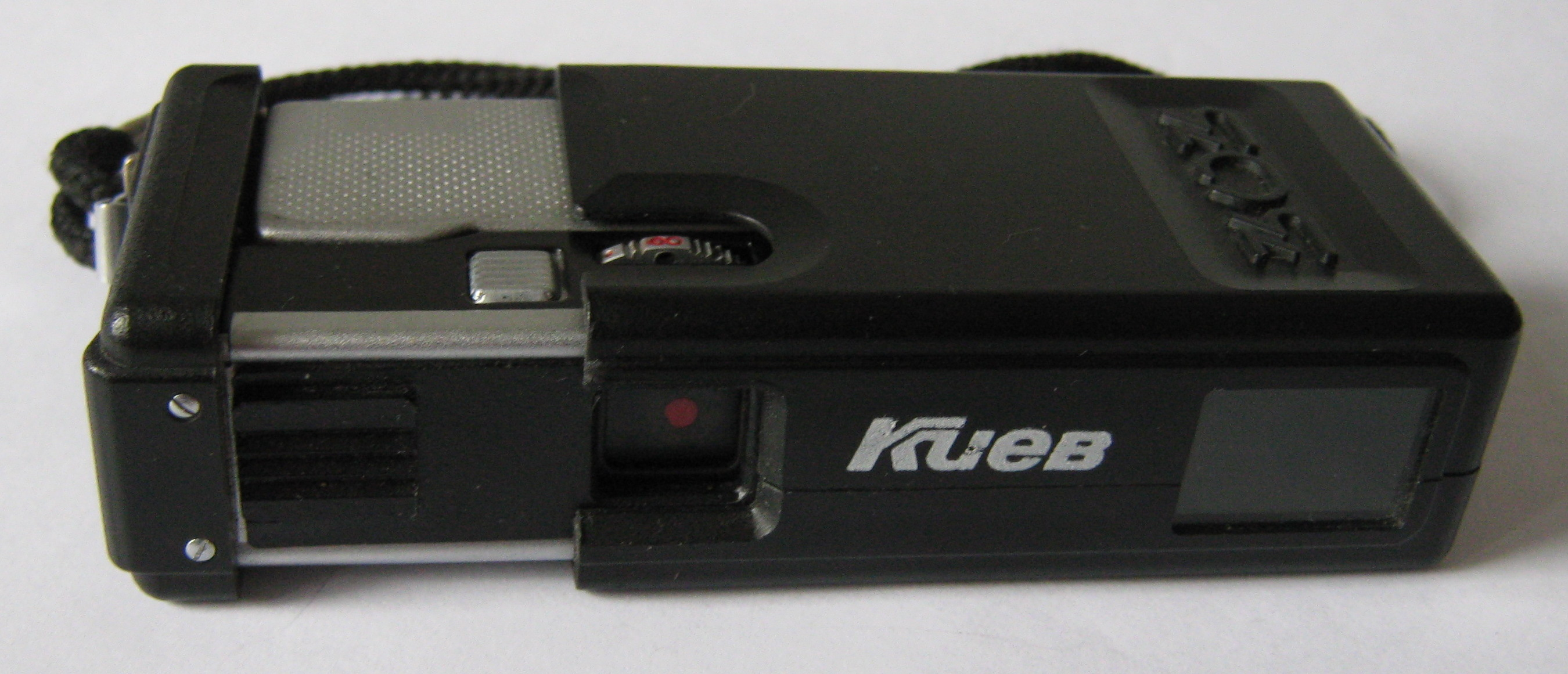
Фотокамера «Киев-303».

- «Київ-Вега» (1960—1962)
- «Вега-2» (1961—1964)
- «Киев-30» (1975—1983)
- «Киев-30М» (1987-?)
- «Киев-303» (1990-?)

## Серії
Фотокамери Киев випускались у декількох серіях:
- далекомірні фотоапарати «Киев-2», «Киев-3», «Киев-4» та «Киев-5» з форматом кадру 24×36 мм, металічним фокальним затвором та змінними об'єктивами. Ці фотокамери за конструкцією подібні до німецьких фотоапаратів Zeiss Contax II та III (окрім Киев-5 з переробленими механізмами зведення затвора та іншою системою візирування об'єкта, що фотографується). Документацію та виробниче обладнання для камер Contax було вивезено до СРСР після Німецько-радянської війни з заводу фірми Zeiss в Дрездені у залік репарацій. «Киев-2» та «Киев-3» були точним відтворенням камер Contax II та III відповідно. Їхні перші партії збирали із залишків деталей німецького виробництва за участю німецьких фахівців, ці апарати мають сьогодні неабияку колекційну вартість;
- однооб'єктивні дзеркальні середньоформатні камери модульної конструкції із змінною касетою для плівки та фокальним затвором «Салют», «Салют-С», «Киев-88», подібні до камер Hasselblad 1000F та 1600F;
- мініатюрні фотокамери з форматом кадру 10×14 та 13×17 мм «Киев-Вега», «Вега-2», «Киев-30», «Киев-303», що їхню конструкцію запозичено у японської фотокамери Minolta 16;
- однооб'єктивні дзеркальні середньоформатні камери «Киев-6С», «Киев-60», подібні до камери VEB Pentacon Six.
- однооб'єктивні дзеркальна камери з форматом кадру 24×36 мм, фокальним затвором та змінними об'єктивами «Киев-10», «Киев-15Тее» (з байонетом власної розробки, оригінальним фокальним затвором та автоматичним керуванням експозицією) та «Киев-17», «Киев-19», «Киев-19М», «Киев-20» (з байонетом Н — радянським аналогом байонету Nikon F, та ламельним фокальним затвором);
- компактна автоматична фотокамера у пластмасовому корпусі із форматом кадру 24×36 мм «Киев-35А».

Найпоширенішими серед споживачів в СРСР камерами марки «Киев» були «Киев-4» в кількох модифікаціях, а з 1980-х років — «Киев-19» та «Киев-19М». Середньоформатні камери «Киев» досі вважаються непоганим бюджетним інструментом для фотографа-митця.
На більшості апаратів назва писалася російською («Киев»), але були також випуски з написанням назви українською («Київ»). Зокрема, написи українською можна зустріти на камерах «Киев-3» та «Киев-Вега».

## «Киев» у літературі
Про «Киев» згадує, зокрема, відомий дитячий автор Всеволод Нестайко у повісті «Таємниця трьох невідомих», де хлопці Ява та Павлуша вирішили сфотографувати привида:

— Нічого все-таки не вийде. Це ж фотоапарата треба не якогось, а такого… якогось спеціального. Щоб уночі знімав. Моя «Смена» не візьме.
Я скипів.
— Ах ти ж, г-г… — хотів я сказати на нього за звичкою «глистюк паралізований», але вчасно збагнув, що одразу втрачу напарника, i сказав: — Г-герой! Теж іще! Якого там спеціального. Просто хорошого апарата треба. «Київ», чи що.

## Виноски
1. 1 2  Архівована копія. Архів оригіналу за 20 Лютого 2020. Процитовано 12 Липня 2012.{{cite web}}:  Обслуговування CS1: Сторінки з текстом «archived copy» як значення параметру title (посилання)
2. ↑  Архівована копія. Архів оригіналу за 3 Вересня 2012. Процитовано 19 Липня 2012.{{cite web}}:  Обслуговування CS1: Сторінки з текстом «archived copy» як значення параметру title (посилання)
3. ↑  Архівована копія. Архів оригіналу за 5 Березня 2016. Процитовано 22 Травня 2015.{{cite web}}:  Обслуговування CS1: Сторінки з текстом «archived copy» як значення параметру title (посилання)
4. ↑  Архівована копія. Архів оригіналу за 2 Травня 2015. Процитовано 22 Травня 2015.{{cite web}}:  Обслуговування CS1: Сторінки з текстом «archived copy» як значення параметру title (посилання)
5. ↑  Архівована копія. Архів оригіналу за 20 Травня 2008. Процитовано 8 Вересня 2008.{{cite web}}:  Обслуговування CS1: Сторінки з текстом «archived copy» як значення параметру title (посилання)
6. ↑  Архівована копія. Архів оригіналу за 1 Жовтня 2012. Процитовано 11 Липня 2012.{{cite web}}:  Обслуговування CS1: Сторінки з текстом «archived copy» як значення параметру title (посилання)
7. ↑  Архівована копія. Архів оригіналу за 27 Липня 2012. Процитовано 11 Липня 2012.{{cite web}}:  Обслуговування CS1: Сторінки з текстом «archived copy» як значення параметру title (посилання)